# Prueba de Rinne

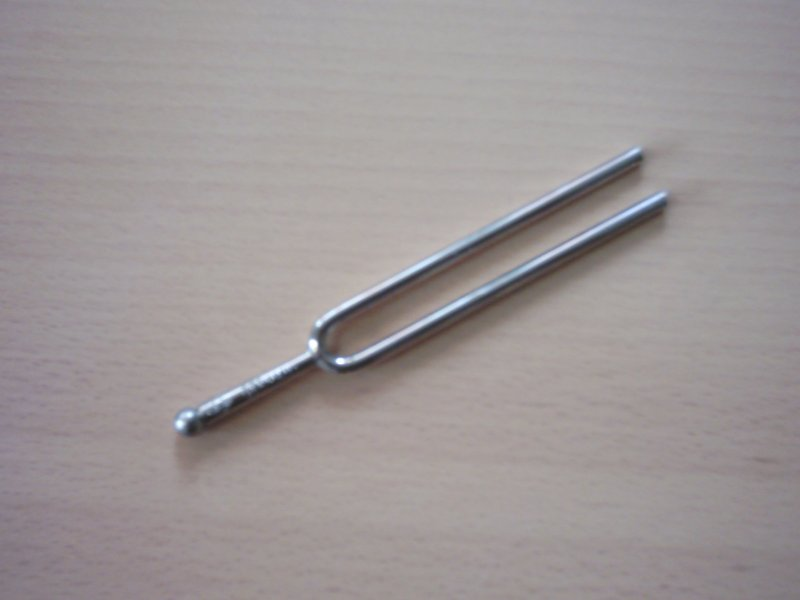
Diapasón utilizado en la prueba de Rinne.

La prueba de Rinne es una prueba acumétrica utilizada en otorrinolaringología, que sirve para diferenciar entre dos tipos de sordera: la sordera de percepción (neurosensorial) y la sordera de transmisión (conductiva).

## Procedimiento
Se hace vibrar un diapasón de 256, 512 y 1024 ciclos sobre la apófisis mastoides del paciente, de forma que la vibración se transmita por vía ósea, hasta que este ya no es capaz de escucharla. Entonces se coloca el diapasón frente al conducto auditivo externo, de forma que la vibración se transmita por vía aérea (a través del tímpano y la cadena de huesecillos).Lo importante es saber si el paciente oye mejor por vía ósea o por vía aérea. Las personas sanas dejan de escuchar la vibración del diapasón antes cuando este está colocado en la mastoides, de forma que si se retira y se coloca frente al oído, la siguen escuchando.

## Resultados
- Rinne positivo: si el paciente oye mejor por vía aérea. Es típico de las personas sanas o con sorderas de percepción (neurosensorial) , en cuyo caso la percepción por ambas vías se ve disminuida (sugestiva de hipoacusia neurosensorial bilateral, complete examen físico con prueba de weber).[2]
- Rinne negativo: si el paciente oye mejor por vía ósea. Es típico de las sorderas de transmisión (sugestiva de hipoacusia conductiva).